# Ian Aryeh
Ian Aryeh (* 4. Januar 1988) ist ein britischer Filmregisseur, Drehbuchautor und Filmproduzent.
Aryeh ist Absolvent der National Film and Television School (NFTV). Sein Examensfilm „Doubt on Loan“ (2011) mit Arthur Mulhern als Kameramann wurde 2012 noch unter dem Namen Ian Aryeh-Thompson über einen Londoner TV-Sender ausgestrahlt und 2013 für den RTS Student Television Award nominiert.
Nach Abschluss seines Studiums drehte er u. a. eine Reihe von Werbefilmen. Seine YouTube-Serie über die Finalspiele des EE Wembley Cup war mit 120 Millionen Aufrufen die bis dahin erfolgreichste YouTube-Serie im Vereinigten Königreich. Ian Aryeh drehte für ITV und andere britische Sender und Produktionsfirmen mehrere Folgen in diversen britischen Fernsehserien, 2020 die Folge „Save Our Snails“ der BBC-Serie „Andy and the Band“ und mit „Scherzo“ die bisher vorletzte Folge von Der junge Inspektor Morse.
Aryeh ist Resident director für den BAFTA Rocliffe New Writing Showcase.